# Christoph Harpprecht
Christoph Harpprecht (* 14. April 1888; † 15. April 1966) war ein deutscher evangelischer Theologe.

## Leben
Harpprecht studierte von 1907 bis 1912 evangelische Theologie in Tübingen und Halle. Er war Mitglied der Studentenverbindung AV Nicaria Tübingen im SB.
Er war nach seiner Zeit als Offizier und Führer einer Minenwerferabteilung Militärpfarrer im Ersten Weltkrieg zunächst Pfarrer in Hochdorf bei Vaihingen, dann seit 1926 Inspektor und 2. Pfarrer in Korntal und zuletzt Dekan von Nürtingen.
In der Zeit des Nationalsozialismus wurde er durch sein mutiges Auftreten bekannt. Er war Mitglied der Bekennenden Kirche. Wegen einer Beziehung seiner Tochter Lilly zu einem SS-Führer veranlasste die Kirchenleitung 1945 den Dekan zur Aufgabe seines Amtes und zur Übernahme einer Krankenhauspfarrei in Stuttgart.
Er war mit Dorothea Harpprecht, geborene Bronisch, verheiratet. Sein Sohn war der 1927 in Stuttgart geborene Journalist Klaus Harpprecht.

## Auszeichnungen (Auswahl)
- Eisernes Kreuz II. Klasse
- Friedrichsorden Ritter II. Klasse
- Ehrenkreuz mit Schwert